# Кубок Федерации футбола СССР 1986
Кубок Федерации футбола СССР 1986 — первый розыгрыш Кубка Федерации футбола СССР. Обладателем кубка стал днепропетровский «Днепр», обыгравший в финале ленинградский «Зенит».

## Групповой турнир

### Группа А
| М | Команда             | И | В | Н | П | Мячи  | ±  | О |
| - | ------------------- | - | - | - | - | ----- | -- | - |
| 1 | «Арарат» (Ереван)   | 3 | 2 | 0 | 1 | 5 − 4 | +1 | 4 |
| 2 | «Нефтчи» (Баку)     | 3 | 1 | 1 | 1 | 4 − 5 | −1 | 3 |
| 3 | «Динамо» (Тбилиси)  | 3 | 1 | 1 | 1 | 2 − 1 | +1 | 3 |
| 4 | «Торпедо» (Кутаиси) | 3 | 0 | 2 | 1 | 3 − 4 | −1 | 2 |

#### Результаты
| «Нефтчи» (Баку) | 1:3      | «Арарат» (Ереван)                       |
| --------------- | -------- | --------------------------------------- |
| Ахмедов 50′     | протокол | 8′ Галстян · 82′ Погосян · 85′ Хачатрян |

| «Торпедо» (Кутаиси) | 0:0      | «Динамо» (Тбилиси) |
| ------------------- | -------- | ------------------ |
|                     | протокол |                    |

| «Динамо» (Тбилиси) | 0:1      | «Нефтчи» (Баку) |
| ------------------ | -------- | --------------- |
|                    | протокол | 43′ Сулейманов  |

| «Арарат» (Ереван)          | 2:1      | «Торпедо» (Кутаиси) |
| -------------------------- | -------- | ------------------- |
| Хачатрян 34′ · Кочарян 41′ | протокол | 64′ Манагадзе       |

| «Нефтчи» (Баку)             | 2:2      | «Торпедо» (Кутаиси)        |
| --------------------------- | -------- | -------------------------- |
| Садыгов 25′ · Вахабзаде 30′ | протокол | 40′ Пруидзе · 47′ Шенгелия |

| «Динамо» (Тбилиси)       | 2:0      | «Арарат» (Ереван) |
| ------------------------ | -------- | ----------------- |
| Гурули 13′ · Бигвава 89′ | протокол |                   |

### Группа Б
| М | Команда             | И | В | Н | П | Мячи  | ±  | О |
| - | ------------------- | - | - | - | - | ----- | -- | - |
| 1 | «Спартак» (Москва)  | 3 | 2 | 1 | 0 | 4 − 1 | +3 | 5 |
| 2 | «Торпедо» (Москва)  | 3 | 2 | 0 | 1 | 3 − 2 | +1 | 4 |
| 3 | «Кайрат» (Алма-Ата) | 3 | 1 | 0 | 2 | 2 − 2 | 0  | 2 |
| 4 | «Динамо» (Москва)   | 3 | 0 | 1 | 2 | 1 − 5 | −4 | 1 |

#### Результаты
| «Динамо» (Москва)  | 1:1      | «Спартак» (Москва) |
| ------------------ | -------- | ------------------ |
| Бородюк 19′ (пен.) | протокол | 58′ Ерёменко       |

| «Торпедо» (Москва) | 1:0      | «Кайрат» (Алма-Ата) |
| ------------------ | -------- | ------------------- |
| Чугунов 3′         | протокол |                     |

| «Спартак» (Москва) | 1:0      | «Кайрат» (Алма-Ата) |
| ------------------ | -------- | ------------------- |
| Ерёменко 65′       | протокол |                     |

| «Динамо» (Москва) | 0:2      | «Торпедо» (Москва) |
| ----------------- | -------- | ------------------ |
|                   | протокол | 4′, 56′ Кобзев     |

| «Спартак» (Москва)      | 2:0      | «Торпедо» (Москва) |
| ----------------------- | -------- | ------------------ |
| Новиков 30′ · Митин 72′ | протокол |                    |

| «Кайрат» (Алма-Ата)           | 2:0      | «Динамо» (Москва) |
| ----------------------------- | -------- | ----------------- |
| Карачун 68′ · Пехлеваниди 73′ | протокол |                   |

### Группа В
| М | Команда                  | И | В | Н | П | Мячи  | ±  | О |
| - | ------------------------ | - | - | - | - | ----- | -- | - |
| 1 | «Днепр» (Днепропетровск) | 3 | 2 | 1 | 0 | 7 − 2 | +5 | 5 |
| 2 | «Черноморец» (Одесса)    | 3 | 1 | 1 | 1 | 4 − 5 | −1 | 3 |
| 3 | «Шахтёр» (Донецк)        | 3 | 1 | 1 | 1 | 3 − 4 | −1 | 3 |
| 4 | «Динамо» (Киев)          | 3 | 0 | 1 | 2 | 4 − 7 | −3 | 1 |

#### Результаты
| «Шахтёр» (Донецк) | 1:1      | «Черноморец» (Одесса) |
| ----------------- | -------- | --------------------- |
| Раденко 20′       | протокол | 42′ (пен.) Плоскина   |

| «Динамо» (Киев)             | 2:2      | «Днепр» (Днепропетровск) |
| --------------------------- | -------- | ------------------------ |
| Евтушенко 5′ · Каратаев 10′ | протокол | 56′, 64′ Таран           |

| «Днепр» (Днепропетровск)       | 3:0      | «Черноморец» (Одесса) |
| ------------------------------ | -------- | --------------------- |
| Кудрицкий 13′, 50′ · Таран 67′ | протокол |                       |

| «Динамо» (Киев) | 1:2      | «Шахтёр» (Донецк)          |
| --------------- | -------- | -------------------------- |
| Каратаев 64′    | протокол | 56′ Герасимец · 67′ Грачёв |

| «Черноморец» (Одесса)           | 3:1      | «Динамо» (Киев) |
| ------------------------------- | -------- | --------------- |
| Юрченко 59′ · Секинаев 67′, 80′ | протокол | 20′ Процюк      |

| «Днепр» (Днепропетровск) | 2:0      | «Шахтёр» (Донецк) |
| ------------------------ | -------- | ----------------- |
| Шох 9′ · Таран 27′       | протокол |                   |

### Группа Г
| М | Команда               | И | В | Н | П | Мячи  | ±  | О |
| - | --------------------- | - | - | - | - | ----- | -- | - |
| 1 | «Зенит» (Ленинград)   | 3 | 2 | 0 | 1 | 3 − 1 | +2 | 4 |
| 2 | «Металлист» (Харьков) | 3 | 2 | 0 | 1 | 8 − 2 | +6 | 4 |
| 3 | «Жальгирис» (Вильнюс) | 3 | 1 | 1 | 1 | 3 − 8 | −5 | 3 |
| 4 | «Динамо» (Минск)      | 3 | 0 | 1 | 2 | 1 − 4 | −3 | 1 |

#### Результаты
| «Металлист» (Харьков)                                            | 7:1      | «Жальгирис» (Вильнюс) |
| ---------------------------------------------------------------- | -------- | --------------------- |
| Думанский 1′, 24′ (пен.) · Тарасов 33′, 52′, 68′, 74′ · Еней 54′ | протокол | 39′ Бубляускас        |

| «Динамо» (Минск) | 0:2      | «Зенит» (Ленинград)        |
| ---------------- | -------- | -------------------------- |
|                  | протокол | 41′ Чухлов · 77′ Герасимов |

| «Зенит» (Ленинград) | 1:0      | «Металлист» (Харьков) |
| ------------------- | -------- | --------------------- |
| Дмитриев 18′        | протокол |                       |

| «Динамо» (Минск) | 1:1      | «Жальгирис» (Вильнюс) |
| ---------------- | -------- | --------------------- |
| Кондратьев 31′   | протокол | 45′ Тауткус           |

| «Металлист» (Харьков) | 1:0      | «Динамо» (Минск) |
| --------------------- | -------- | ---------------- |
| Касумов 71′           | протокол |                  |

| «Жальгирис» (Вильнюс) | 1:0      | «Зенит» (Ленинград) |
| --------------------- | -------- | ------------------- |
| Квилюнас 70′          | протокол |                     |

## Плей-офф
|  | Полуфиналы               | Полуфиналы               | Полуфиналы               | Полуфиналы               | Полуфиналы               | Полуфиналы               | Полуфиналы               | Полуфиналы               | Полуфиналы               | Полуфиналы |                          |                          | Финал                    | Финал                    | Финал                    | Финал                    | Финал                    | Финал                    | Финал                    | Финал               | Финал               | Финал |
|  |                          |                          |                          |                          |                          |                          |                          |                          |                          |            |                          |                          |                          |                          |                          |                          |                          |                          |                          |                     |                     |       |
|  | «Зенит» (Ленинград)      | «Зенит» (Ленинград)      | «Зенит» (Ленинград)      | «Зенит» (Ленинград)      | «Зенит» (Ленинград)      | «Зенит» (Ленинград)      | «Зенит» (Ленинград)      | «Зенит» (Ленинград)      | «Зенит» (Ленинград)      | 1          |                          |                          |                          |                          |                          |                          |                          |                          |                          |                     |                     |       |
|  | «Зенит» (Ленинград)      | «Зенит» (Ленинград)      | «Зенит» (Ленинград)      | «Зенит» (Ленинград)      | «Зенит» (Ленинград)      | «Зенит» (Ленинград)      | «Зенит» (Ленинград)      | «Зенит» (Ленинград)      | «Зенит» (Ленинград)      | 1          |                          |                          |                          |                          |                          |                          |                          |                          |                          |                     |                     |       |
|  | «Арарат» (Ереван)        | «Арарат» (Ереван)        | «Арарат» (Ереван)        | «Арарат» (Ереван)        | «Арарат» (Ереван)        | «Арарат» (Ереван)        | «Арарат» (Ереван)        | «Арарат» (Ереван)        | «Арарат» (Ереван)        | 0          |                          |                          |                          |                          |                          |                          |                          |                          |                          |                     |                     |       |
|  |                          |                          |                          |                          |                          |                          |                          |                          |                          |            | «Днепр» (Днепропетровск) | «Днепр» (Днепропетровск) | «Днепр» (Днепропетровск) | «Днепр» (Днепропетровск) | «Днепр» (Днепропетровск) | «Днепр» (Днепропетровск) | «Днепр» (Днепропетровск) | «Днепр» (Днепропетровск) | «Днепр» (Днепропетровск) | 2                   |                     |       |
|  |                          |                          |                          |                          |                          |                          |                          |                          |                          |            | «Днепр» (Днепропетровск) | «Днепр» (Днепропетровск) | «Днепр» (Днепропетровск) | «Днепр» (Днепропетровск) | «Днепр» (Днепропетровск) | «Днепр» (Днепропетровск) | «Днепр» (Днепропетровск) | «Днепр» (Днепропетровск) | «Днепр» (Днепропетровск) | 2                   |                     |       |
|  |                          |                          |                          |                          |                          |                          |                          |                          |                          |            |                          |                          | «Зенит» (Ленинград)      | «Зенит» (Ленинград)      | «Зенит» (Ленинград)      | «Зенит» (Ленинград)      | «Зенит» (Ленинград)      | «Зенит» (Ленинград)      | «Зенит» (Ленинград)      | «Зенит» (Ленинград) | «Зенит» (Ленинград) | 0     |
|  | «Днепр» (Днепропетровск) | «Днепр» (Днепропетровск) | «Днепр» (Днепропетровск) | «Днепр» (Днепропетровск) | «Днепр» (Днепропетровск) | «Днепр» (Днепропетровск) | «Днепр» (Днепропетровск) | «Днепр» (Днепропетровск) | «Днепр» (Днепропетровск) | 4          |                          |                          | «Зенит» (Ленинград)      | «Зенит» (Ленинград)      | «Зенит» (Ленинград)      | «Зенит» (Ленинград)      | «Зенит» (Ленинград)      | «Зенит» (Ленинград)      | «Зенит» (Ленинград)      | «Зенит» (Ленинград) | «Зенит» (Ленинград) | 0     |
|  | «Днепр» (Днепропетровск) | «Днепр» (Днепропетровск) | «Днепр» (Днепропетровск) | «Днепр» (Днепропетровск) | «Днепр» (Днепропетровск) | «Днепр» (Днепропетровск) | «Днепр» (Днепропетровск) | «Днепр» (Днепропетровск) | «Днепр» (Днепропетровск) | 4          |                          |                          |                          |                          |                          |                          |                          |                          |                          |                     |                     |       |
|  | «Спартак» (Москва)       | «Спартак» (Москва)       | «Спартак» (Москва)       | «Спартак» (Москва)       | «Спартак» (Москва)       | «Спартак» (Москва)       | «Спартак» (Москва)       | «Спартак» (Москва)       | «Спартак» (Москва)       | 0          |                          |                          |                          |                          |                          |                          |                          |                          |                          |                     |                     |       |
|  | «Спартак» (Москва)       | «Спартак» (Москва)       | «Спартак» (Москва)       | «Спартак» (Москва)       | «Спартак» (Москва)       | «Спартак» (Москва)       | «Спартак» (Москва)       | «Спартак» (Москва)       | «Спартак» (Москва)       | 0          |                          |                          |                          |                          |                          |                          |                          |                          |                          |                     |                     |       |
|  |                          |                          |                          |                          |                          |                          |                          |                          |                          |            |                          |                          |                          |                          |                          |                          |                          |                          |                          |                     |                     |       |

### Полуфиналы
| «Зенит» (Ленинград) | 1:0      | «Арарат» (Ереван) |
| ------------------- | -------- | ----------------- |
| Чухлов 12′          | протокол |                   |

| «Днепр» (Днепропетровск)                | 4:0      | «Спартак» (Москва) |
| --------------------------------------- | -------- | ------------------ |
| Шох 17′ · Протасов 38′, 67′ · Таран 52′ | протокол |                    |

## Финал
| 4 ноября 1986 | \| «Днепр» (Днепропетровск) \| 2:0 протокол \| «Зенит» (Ленинград) \| \| Литовченко 70′ · Лютый 87′ \| Голы \| \| | Республиканский стадион, Кишинёв Зрителей: 20000 Судья: Александр Хохряков (Йошкар-Ола) |
| «Днепр»: Городов, Башкиров, Вишневский, Пучков, Федюков (Гаврилов, 46'), Багмут (Кудрицкий, 46'), Шох, Литовченко, Лютый (Сторчак, 88'), Чередник, Таран · Гл. тренер: Владимир Емец · «Зенит»: Приходько (Копий, 46'), Воробьёв, Степанов (Клементьев, 76'), Тимофеев, Афанасьев, Ларионов, Кузнецов, Канищев, Саленко (Чухлов, 76'), Дмитриев, Баранник · Гл. тренер: Павел Садырин · Таран (Д) | |                                                                                         |
| «Днепр» (Днепропетровск) | 2:0 протокол | «Зенит» (Ленинград)                                                                     |
| Литовченко 70′ · Лютый 87′ | Голы |                                                                                         |

## Лучшие бомбардиры
| Место | Игрок        | Клуб        | Матчи | Голы (пен.) |
| ----- | ------------ | ----------- | ----- | ----------- |
| 1     | Олег Таран   | «Днепр»     | 5     | 5           |
| 2     | Юрий Тарасов | «Металлист» | 2     | 4           |